# USS Gearing
Lo USS Gearing (hull classification symbol DD-710) fu un cacciatorpediniere della United States Navy, entrato in servizio nel maggio 1945 come prima unità dell'omonima classe.
Non impiegato operativamente durante gli ultimi mesi della seconda guerra mondiale, il cacciatorpediniere trascorse la sua carriera alternando esercitazioni nelle acque della costa atlantica degli Stati Uniti d'America a dispiegamenti operativi nella zona del mar Mediterraneo; tra l'ottobre e il novembre 1962 fu impiegato negli eventi della crisi dei missili di Cuba. La nave venne infine radiata dal servizi nel luglio 1973 e avviata alla demolizione.

## Storia

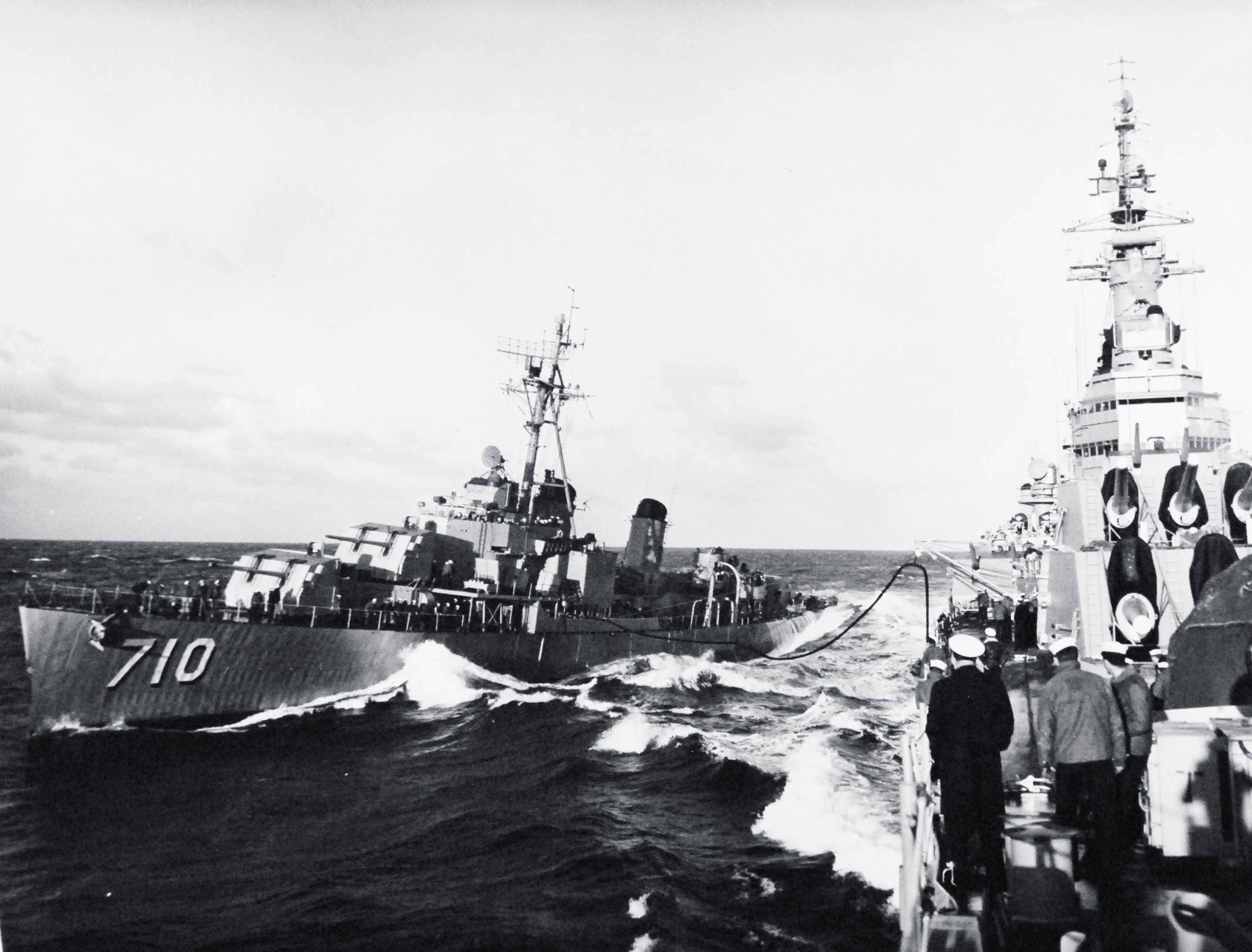
Il Gearing (a sinistra) si rifornisce in mare dall'incrociatore durante un'esercitazione in Mediterraneo nel 1952

Impostata in piena seconda guerra mondiale il 10 agosto 1944 nei cantieri della Federal Shipbuilding and Drydock Company di Kearny in New Jersey, la nave venne varata il 10 febbraio 1945 con il nome di Gearing per onorare le tre generazioni della famiglia Gearing che servirono nel corso dei decenni nei ranghi della U.S. Navy. La nave entrò ufficialmente in servizio il 3 maggio 1945, ma non prese parte ad alcun evento bellico negli ultimi mesi della seconda guerra mondiale: dopo una crociera inaugurale al largo di Cuba, la nave svolse esercitazioni a Casco Bay nel Maine prima di trasferirsi in novembre nella base di Pensacola in Florida per assistere le manovre di esercitazione della portaerei USS Ranger.
Dal 21 marzo 1946 il Gearing fu di base a Norfolk in forza all'United States Atlantic Fleet, svolgendo manovre di esercitazioni e visite di rappresentanza nelle acque dell'America settentrionale e meridionale; tra il novembre 1947 e il marzo 1948 e poi ancora tra il gennaio e il maggio 1949 il cacciatorpediniere fu invece schierato nelle acque del mar Mediterraneo. Alla fine del 1949 il Gearing prese parte all'operazione Frostbite, una serie di test ed esercitazioni nelle acque dell'Artide per testare l'efficacia di tecniche ed equipaggiamenti in condizioni di freddo estremo; negli anni 1950 la nave alternò manovre di esercitazioni nella acque della East Coast statunitense a dispiegamenti operativi, di solito con la frequenza di uno all'anno, nella regione del Mediterraneo. Tra la fine del 1961 e l'inizio del 1962 il cacciatorpediniere fu messo in cantiere al Boston Navy Yard per sottoporsi a un esteso programma di modernizzazione degli apparati e degli armamenti, in base ai dettami del programma FRAM.
Nell'ottobre 1962 e fino al novembre seguente il Gearing fu impegnato negli eventi della crisi dei missili di Cuba, assegnato al gruppo navale statunitense incaricato di imporre il blocco navale a Cuba e impedire l'arrivo sull'isola di missili e armamenti sovietici; nell'ambito di queste operazioni, il 25 ottobre il cacciatorpediniere tallonò e osservò da distanza la petroliera sovietica Bucharest, lasciata poi libera di proseguire per Cuba perché ritenuta priva di armamenti a bordo. A parte questo impiego operativo, le attività della nave negli anni 1960 replicarono quelle del decennio precedente, alternando le esercitazioni nelle acque di casa con l'Atlantic Fleet a schieramenti nella zona del mar Mediterraneo.
La nave fu ritirata dal servizio attivo nel 1970 e infine ufficialmente radiata dai ranghi della U.S. Navy il 1º luglio 1973. Lo scafo fu venduto per la demolizione il 6 novembre 1974.

### Annotazioni
1. ↑  Henry Chalfant Gearing (9 giugno 1855 - 16 agosto 1926), ufficiale a bordo di varie unità statunitensi e comandante delle basi di Cavite e Olongapo nella seconda metà del XIX secolo, ritiratosi con il grado di comandante. Henry Chalfant Gearing Jr. (22 gennaio 1887 - 24 febbraio 1944), figlio del precedente, ufficiale la comando di vari cacciatorpediniere nella prima metà del XX secolo, ritiratosi con il grado di capitano. Henry Chalfant Gearing III (16 agosto 1912 - 13 novembre 1942), figlio del precedente, tenente a bordo dell'incrociatore USS Juneau durante la seconda guerra mondiale, perito nell'affondamento dell'unità al termine della battaglia navale di Guadalcanal.

### Fonti
1. ↑  (EN) GEARING destroyers (1944 - 1952), su navypedia.org. URL consultato il 7 gennaio 2024.
2. 1 2 3  (EN) Gearing (DD-710), su history.navy.mil. URL consultato il 7 gennaio 2024.
3. ↑  Cosetntino, pp. 4-8.
4. ↑  (EN) USS Gearing (DD 710), su uboat.net. URL consultato il 7 gennaio 2024.